# Centro de Fotografía de Montevideo
El Centro de Fotografía de Montevideo (CdF) es una institución uruguaya de propiedad del Intendencia de Montevideo la cual tiene como objetivo la preservación, investigación y difusión de la fotografía. 

## Historia
La institución fue creada en 2002 y es una unidad dependiente del Servicio Información y Comunicación de la Intendencia de Montevideo. En julio de 2015 adquirido un histórico edificio situado sobre la Av. 18 de Julio 885, inaugurado en 1932 y donde funcionara el emblemático Bazar Mitre desde 1940. La nueva sede, dotada de mayor superficie y mejor infraestructura, potencia las posibilidades de acceso a los distintos fondos fotográficos y diferentes servicios del CdF.
Mediante la fotografía pretende incentivar la reflexión y el pensamiento crítico sobre temas de interés social, propiciando el debate sobre la formación de identidades y aportando a la construcción de ciudadanía. Sobre la base de estos principios desarrollan diversas actividades desde enfoques y perspectivas plurales. Asimismo, 
mediante normas internacionales gestiona un acervo que contiene imágenes de los siglos XIX, XX y XXI, en permanente ampliación y con énfasis en la ciudad de Montevideo, promueve además la realización, el acceso y la difusión de fotografías que, por sus temas, autores o productores, sean de interés patrimonial e identitario, en especial para uruguayos y latinoamericanos.

## Salas y exposiciones

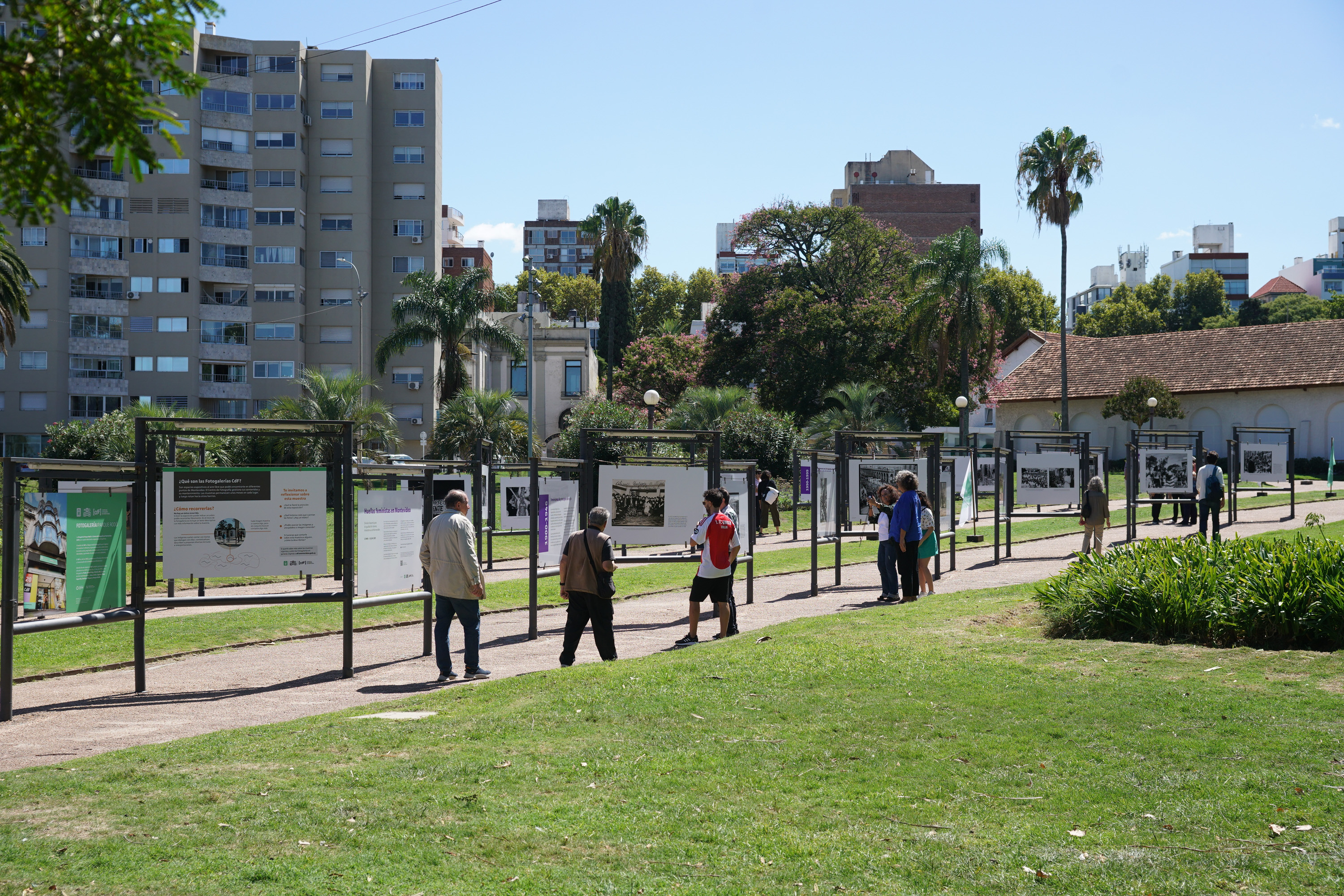
Exposición del Centro de Fotografía de Montevideo en la Fotogalería Parque Rodó.

La institución cuenta con varios espacios destinados exclusivamente a la exhibición de fotografía: las tres salas ubicadas en el edificio sede en el Centro de Montevideo,  y un conjunto de fotogalerías ubicadas en distintos puntos del departamento de Montevideo, tales como Ciudad Vieja, Capurro, Parque Rodó, Peñarol, Prado, Santiago Vázquez, Unión, Villa Dolores. Las fotogalerías son concebidas como espacios al aire libre de exposición permanente. Cada año el Centro de Fotografía realiza convocatorias abiertas a todo público, nacional e internacional, para la presentación de propuestas de exposición. Las propuestas son seleccionadas mediante un jurado externo y se suman a las exposiciones invitadas y a las que se coproducen junto con otras instituciones, en el marco de la política curatorial.

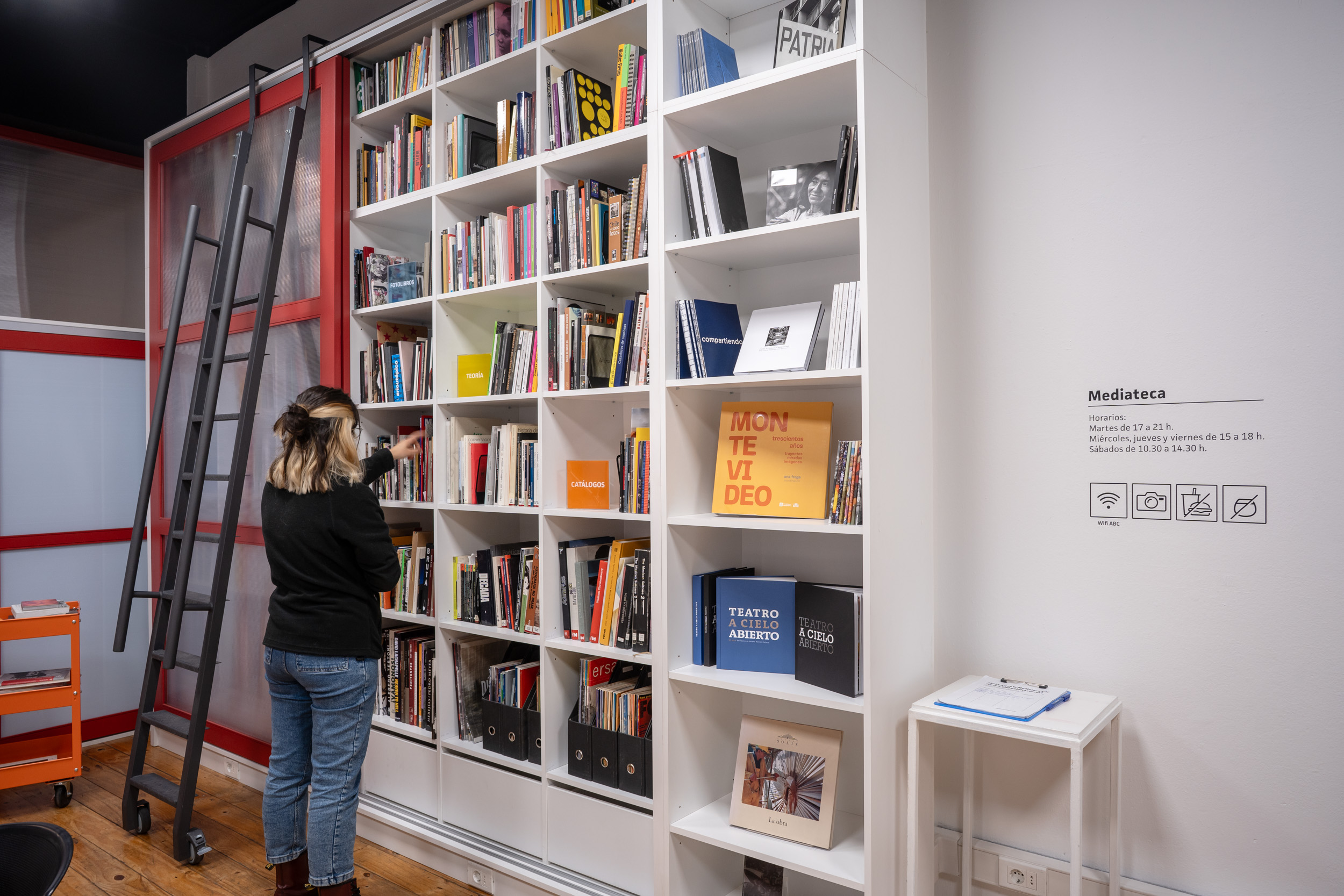
Mediateca "Lilián Hernández" dentro del CdF

## Televisión
Coproduce desde el 2007 el programa de televisión emitido en la señal pública de Montevideo, TV Ciudad llamado Fotografía en profundidad, programa televisivo en el que se divulgan nociones de técnica, el trabajo de numerosos autores de todo el mundo y se entrevistan a personas vinculadas a la fotografía desde diferentes campos. Realiza además, el programa Fotograma tevé, ciclo que cubrió las cuatro ediciones del festival Fotograma, como también realiza y produce audiovisuales específicos, como el documental Al pie del árbol blanco, que cuenta el hallazgo de un gran archivo de negativos de prensa extraviado por más de treinta años.

## Actividades educativas
En el marco de las actividades formativas y de difusión, el CdF realiza anualmente charlas, talleres y diferentes actividades. Entre ellas se destacan Fotoviaje, un recorrido fotográfico a través del tiempo dirigido al público infantil, y las Jornadas sobre fotografía, que realiza desde 2005 con la presencia de especialistas del país y del mundo, concebidas para profundizar la reflexión y el debate en torno a temas específicos: archivos, historia, fotografía y política, educación, la era digital, entre otros. Cada dos años se organiza el festival internacional Fotograma, en cuyo marco se exponen trabajos representativos de la producción nacional e internacional, generando espacios de exposición y promoviendo la actividad fotográfica en todo el país.

## Línea editorial
En procura de estimular la producción de trabajos fotográficos y libros de fotografía, el CdF realiza anualmente una convocatoria abierta para la publicación de libros fotográficos de autor y de investigación, y han consolidado la línea editorial CdF Ediciones. También realiza el encuentro de fotolibros En CMYK, compuesto de charlas, exposiciones, talleres, ferias, entrevistas y revisión de maquetas.

## Festivales de Fotografía
En 2014 se anunció el cierre de Fotograma para dar lugar a un nuevo modelo de festival fotográfico, privilegiando procesos de creación desde la investigación de distintas temáticas. Es así que surgió el Festival de Fotografía de Montevideo que se desarrolla cada tres años.
Con especial foco en los contextos culturales y sociales de Uruguay y América Latina, cada edición de MUFF se guiará por un tema específico y por nuevos grupos de colaboradores invitados, buscando atender a los desafíos y cuestionamientos de la fotografía en la región. 
Con su primera edición dedicada a pensar el tema de la Vivencia, MUFF comienza sus procesos de creación en mayo de 2016 y culmina con la apertura formal de las exposiciones en septiembre de 2017.
Está organizado a partir de cuatro plataformas de trabajo (Caminos conjuntos, Barrios, Mirada interna y Vivencia) que corren en paralelo, a la vez que se sobreponen y complementan, y se coordinan desde un punto de vista pedagógico.